# Kōta Ogi
Kōta Ogi (荻 晃太?, Ogi Kōta; Mino, 5 maggio 1983) è un ex calciatore giapponese, di ruolo portiere.

## Carriera
Ha giocato nella prima divisione giapponese.

## Palmarès

### Club

#### Competizioni nazionali
- Coppa dell'Imperatore: 1

Vissel Kobe: 2019
- Supercoppa del Giappone: 1

Vissel Kobe: 2020